# Boudangou (Soudougui)
Pour les articles homonymes, voir Boudangou.
Boudangou est un village du département et la commune rurale de Soudougui, situé dans la province du Koulpélogo et la région du Centre-Est au Burkina Faso.

## Santé et éducation
Boudangou accueille un centre de santé et de promotion sociale (CSPS).